# Atletismo nos Jogos Pan-Americanos de 1951 - Salto triplo masculino
A prova do salto triplo masculino nos Jogos Pan-Americanos de 1951 foi realizada em Buenos Aires, Argentina.

## Medalhistas
| Ouro                        | Prata                              | Bronze                       |
| Adhemar da Silva BRA Brasil | Hélio Coutinho da Silva BRA Brasil | Bruno Witthaus ARG Argentina |

## Resultados
| Posição           | Nome                    | Nacionalidade      | Marca | Notas |
| ----------------- | ----------------------- | ------------------ | ----- | ----- |
| Medalha de ouro   | Adhemar da Silva        | BRA Brasil         | 15.24 |       |
| Medalha de prata  | Hélio Coutinho da Silva | BRA Brasil         | 15.17 |       |
| Medalha de bronze | Bruno Witthaus          | ARG Argentina      | 14.34 |       |
| 4                 | Gaylord Bryan           | USA Estados Unidos | 14.21 |       |
| 5                 | Jorge Aguirre           | MEX México         | 13.92 |       |
| 6                 | Edgar Andrade           | ECU Equador        | 13.83 |       |
| 7                 | Juan Guerrero           | ARG Argentina      | 13.75 |       |
| 8                 | Udo Martín              | CHI Chile          | 13.68 |       |